# Барриэ, Жан Леонар
Жан Леонар Барриэ (фр. Jean Léonard Barrié; 1762—1848) — французский военный деятель, бригадный генерал (1810 год), барон (1808 год), участник революционных и наполеоновских войн.

## Биография

### От волонтёра до командира бригады
Родился в семье Жана Барриэ (фр. Jean Barrié; ок.1730–) и его супруги Жанны Буайе (фр. Jeanne Boyes; 1728–).

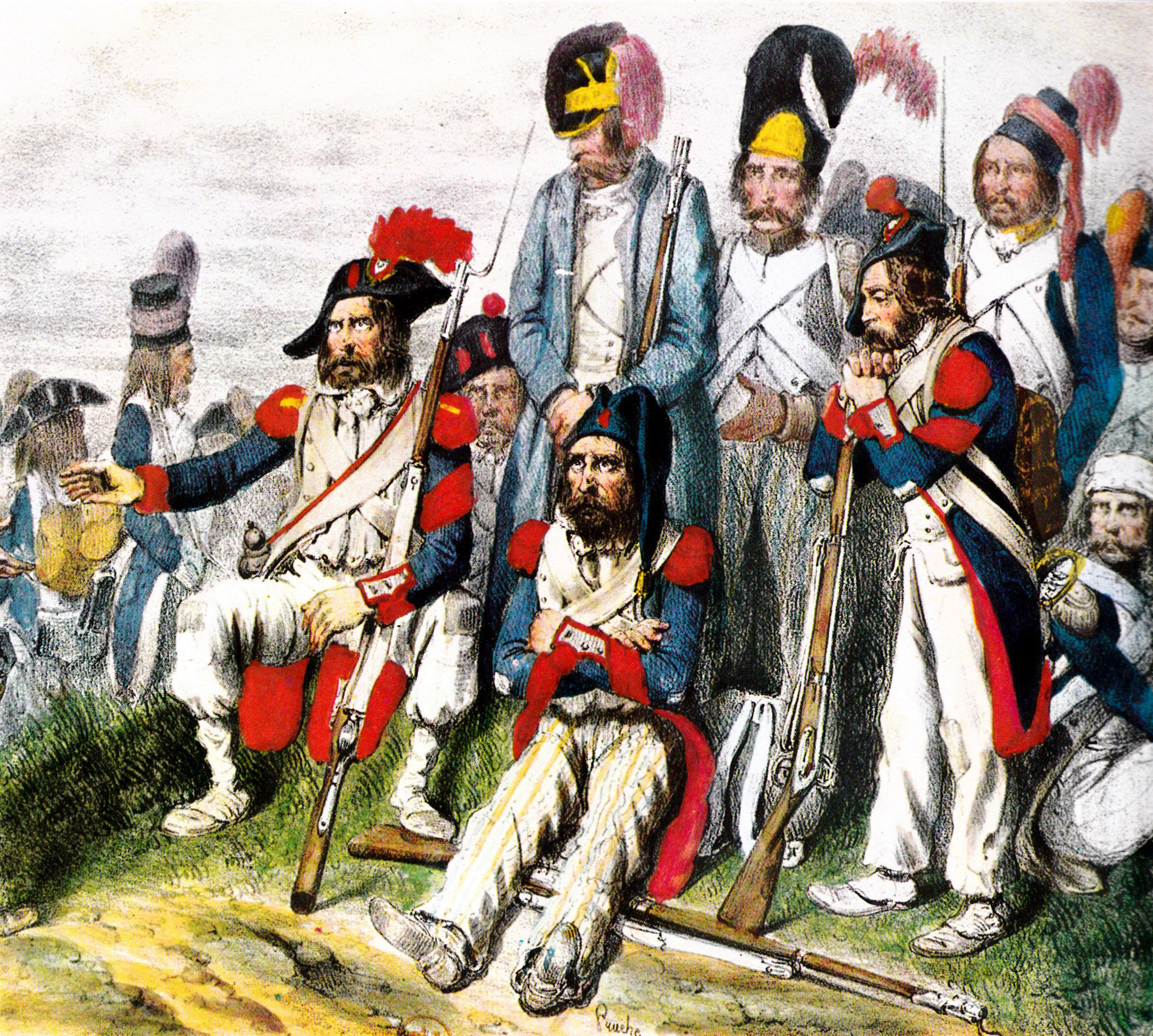
Итальянская армия в 1796 году, литография Паухса. Барриэ служил там почти непрерывно с 1796 по 1799 год

Поступил на службу в качестве волонтёра 21 сентября 1792 года в 1-й батальон Сен-Годенса, и был произведён в капитаны 28 октября. Участвовал в кампаниях 1793—1795 гг. в составе Армии Восточных Пиренеев, где 29 ноября 1794 был произведён в командиры 10-го батальона добровольцев из Верхней Гаронны. Был захвачен в плен испанцами в сражении при Бельвер-де-Серданья 26 июля 1795 года; освобождён после заключения Базельского мира 22 июля 1795 года и занял своё место в 20-й лёгкой пехотной полубригаде. Перешёл в Итальянскую армию. Был ранен шрапнелью в левое колено 14 января 1797 года во время осады Мантуи близ Ровербеллы, и вернулся во Францию с колонной под командованием генерала Ланна. Барриэ был назначен временным командующим Марселя, находящегося в осаде, и ему удалось успокоить волнения в городе.
Вернувшись в Итальянскую армию, 27 февраля 1799 годна он был зачислен в 45-ю полубригаду линейной пехоты. Был ранен в голову во время разрушения форта Тортона; хотя он отличился во время защиты форта, он был взят в плен австро-российскими войсками 11 сентября 1799. Вернувшись через некоторое время из плена, 4 мая 1800 года он был назначен командиром 45-й полубригады и провёл кампанию того года в Западной армии. Затем он был переведён в Армию Граубюндена и находился в авангарде при прохождении перевала Шплюген. Во главе гренадеров своего полка он разбил неприятеля в нижнем Энгадине, на Инне, и захватил мост Мартинсбрук, защищаемый двумя австрийскими полками. Этот подвиг, открывший французам путь в Верхний Тироль, был отмечен в приказе по армии и заслужил похвалу генерала Макдональда. В знак признания его заслуг он поместил символ этого сражения в свой герб.

### Генерал Империи
Служил сначала в Армии Гельвеции. Был назначен императором выборщиком от департамента Верхней Гаронны. С 3 мая 1803 года его 45-й полк числился в Армии Ганновера под командованием Мортье и Бернадотта в составе дивизии генерала Риво. 29 августа 1805 года дивизия стала частью 1-го корпуса Великой Армии. Принимал участие в кампаниях 1805—08 годов в Австрии, Пруссии и Польше.
Служил в Армии Испании с 1809 по 1811 год. Был ранен в правую ногу 28 июля 1809 года во время битвы при Талавере. Повышен до бригадного генерала 27 ноября 1810 года. 11 апреля 1811 года ему был предоставлен отпуск.

### Осада Сьюдад-Родриго

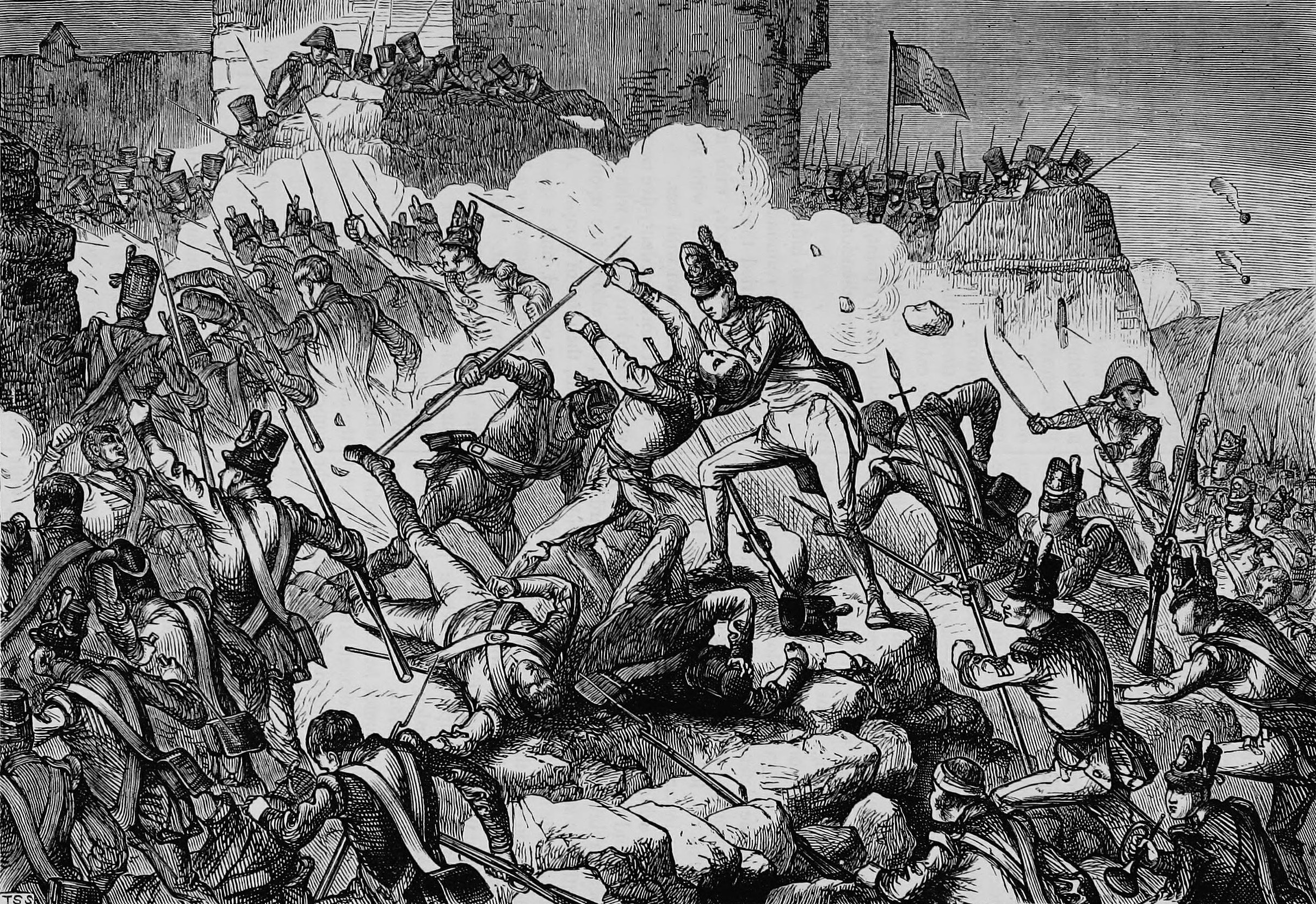
Британская пехота атакует французские окопы во время осады Сьюдад-Родриго.

Будучи переведён в 3-ю дивизию Резервного наблюдательного корпусе в По 9 июля 1811 года, 15 октября Барриэ принял на себя командование Сьюдад-Родриго, заменив генерала Рено, который был взят в плен всадниками отряда дона Хулиана Санчеса. Там он был осаждён англо-португальской армией под командованием герцога Веллингтона. Хотя у него был лишь гарнизон примерно в 1,5 тыс. человек и почти полностью отсутствовали припасы, он неоднократно отражал попытки нападавших, в результате чего те понесли значительные потери. Однако союзникам удалось проделать в стенах две бреши, и ночью 19 января 1812 года они штурмом овладели городом. Генерал Барриэ был взят в плен и перемещён в Англию, откуда вернулся только после возвращения Бурбонов на французский престол.
Переведённый в запас в мае 1814 года, 26 октября 1815 года он был удостоен звания кавалера Ордена Святого Людовика. По возвращении Наполеона с острова Эльба император своим указом поручил ему командование департаментом Тарн и Гаронна. 14 апреля 1815 года, после битвы при Ватерлоо и возвращения Бурбонов на престол, он был переведён в запас королевским указом от 1 сентября того же года. Он был также переведён на половинное жалование в соответствии со статьей 36 закона от 25 марта 1817 года после 25 лет службы. Он числился в штате Генерального штаба армии и оставался в этой должности до 26 января 1825 года, когда окончательно вышел на пенсию.

### Семья
Генерал Барриэ женился 5 января 1811 года в Тулузе на Изидоре Брагуз (фр. Isidora Louise Olympe Bragouze).

## Воинские звания
- Капитан (28 октября 1792 года);
- Командир батальона (27 февраля 1799 года);
- Полковник (4 мая 1800 года);
- Бригадный генерал (27 ноября 1810 года).

## Титулы

Герб барона

- Барон Барриэ и Империи (фр. baron Barrié et de l'Empire; декрет от 19 марта 1808 года, патент подтверждён 27 ноября 1808 года в Аранда-де-Дуэро)[2].

## Награды
Легионер ордена Почётного легиона (11 декабря 1803 года)
 Офицер ордена Почётного легиона (14 июня 1804 года)
 Коммандан ордена Почётного легиона (22 ноября 1808 года)
 Кавалер военного ордена Святого Людовика (26 октября 1814 года)